# Klimakterium (Botanik)
Bei Pflanzen ist das Klimakterium ein Prozess, der durch den zwei- bis dreifachen Anstieg der Atmung (Sauerstoff-Aufnahme und Kohlenstoffdioxid-Abgabe) eingeleitet wird. In Früchten erfolgen biochemische Veränderungen wie z. B. der Abbau von Zellwandpektinen sowie die Hydrolyse von Stärke. Dies hat eine seneszierende (alterungseinleitende) Wirkung auf die Frucht. Dabei wirkt das gasförmige Phytohormon Ethen autokatalysierend. Es wird also Ethen aufgenommen. Dadurch wird die eigene zellinterne Ethensynthese angeregt. Anschließend wird das Gas abgegeben und kann wieder stimulierend auf andere Früchte wirken und dadurch die Seneszenzwirkungen ausüben.

## Nachreife

Strukturformel von Ethylen

Ob Früchte nach der Ernte nachreifen können, hängt einerseits vom Erntezeitpunkt ab, andererseits von ihrem Atmungsverhalten, also der Sauerstoffaufnahme und der Abgabe von Kohlenstoffdioxid. Früchte, deren Kohlenstoffdioxidabgabe nach Beginn ihres Reifeprozesses ansteigt und die damit ein Klimakterium aufweisen, werden dementsprechend klimakterische Früchte genannt: Sie reifen auch nach der Ernte weiter, während Früchte, bei denen dies nicht der Fall ist, nichtklimakterische Früchte genannt werden.
Um nach der Ernte weiter reifen zu können, müssen auch klimakterische Früchte eine gewisse Mindestreife erreicht haben, also ein bestimmtes Stadium der Kohlenstoffdioxidabgabe, das man als Pflückreife oder Erntefenster bezeichnet. Während der anschließenden Lagerung entwickeln sich diese Früchte weiter bis zur Genussreife.
Die Nachreife ist unter anderem stark abhängig von dem autokatalytischen Phytohormon Ethylen (chemisch korrekt Ethen). Daher sollten u. a. Bananen nicht zusammen mit Tomaten gelagert werden. Die besonders hohe Ethylenabgabe der Tomate lässt die Banane schneller nachreifen. Dasselbe gilt für die Lagerung von Obst und Gemüse in einem Raum, da dieser Stoff auf die meisten Gemüse einen verderblichen Einfluss hat. Der geringe Dichteunterschied zwischen Ethen (1,2611 kg/m³) und Luft (1,293 kg/m³ bei 0 °C und 1013,25 hPa) hat in der Praxis keinen Einfluss auf die Lagerung von nichtklimakterischem Obst und Gemüse. Es ist daher nahezu unerheblich, ob nichtklimakterische Früchte und Gemüse unterhalb von Obst gelagert werden oder nicht, ebenso Lagerobst unter Tafelobst.

## Beispiele für klimakterische und nichtklimakterische Früchte
- Klimakterische Früchte:[1] Äpfel, Aprikosen, Avocados, Bananen, Birnen, Feigen, Kiwis, Mangos, Papayas, Passionsfrüchte, Pfirsiche, Pflaumen, Tomaten
- Nichtklimakterische Früchte:[1] Ananas, Heidelbeeren, Erdbeeren, Gurken, Limetten, Orangen, Satsuma-Mandarinen, Tafeltrauben, Zitronen